# كبريتات الأمونيوم والحديد الثنائي
كبريتات الأمونيوم والحديد الثنائي أو ملح مور وهي عبارة عن كبريتات مزدوجة من كبريتات الأمونيوم وكبريتات الحديد الثنائي لها الصيغة المجملة FeH8N2O8S2، والصيغة المفصلة 
NH4)2Fe(SO4)2.6H2O)، ويكون ملح مور على شكل بلورات خضراء مزرقة.

## الخواص
- عدد أكسدة الحديد في هذا المركب +2.
- ينحل ملح مور بشكل جيد في الماء. تمتاز محاليله المائية بأنها أكثر ثباتية تجاه الأكسجين الجوي من محاليل كبريتات الحديد الثنائي التي يتأكسد الحديد فيها إلى الحديد الثلاثي.

تعود هذه الثباتية إلى شاردة الأمونيوم التي تضفي صفة حمضية طفيفة إلى المحلول مما يمنع من أكسدته.

## التحضير
يحضر ملح مور من إضافة محاليل ساخنة مشبعة من كبريتات الأمونيوم وكبريتات الحديد الثنائي إلى بعضها البعض.
بالتبريد تنفصل بلورات ملح مور على شكل سداسي هيدرات.

## الاستخدامات
يعد ملح مور من الكواشف المهمة في الكيمياء التحليلية، حيث يستعمل لأغراض المعايرة.